# Jan Huigen in de ton
Jan Huigen in de ton is een traditioneel Nederlands kinderliedje. Het lied is een danslied (kringdans).

## Oudste vindplaatsen van het liedje
De oudste bron met dit liedje in de Nederlandse Liederenbank van het Meertens Instituut is de handschriftencollectie van het Bureau van het Nederlandse Volkseigen, die is verzameld rond 1850. De incipit luidt daar 'Jan Huigen in de ton / Met een hoepeltje d'r om' en het liedje wordt aangeduid als reidans. De Handschriftencollectie van G.J. Boekenoogen, verzameld in de periode 1891-1930, kent 25 varianten van dit liedje.
Het oudste liedboekje waarin het liedje is afgedrukt, is Nederlandsche Baker- en Kinderrijmen, verzameld door J. van Vloten (1871; 4e druk 1894).

### Ouderdom liedje
Dat de oudste vindplaatsen teruggaan in de negentiende eeuw, wil niet zeggen dat het liedje uit deze periode stamt. Sinds halverwege de negentiende eeuw werden er, onder invloed van de Romantiek, veel volksliedjes verzameld en uitgegeven. Het liedje kan echter ouder zijn en in de mondelinge overlevering lange tijd zijn doorgegeven, voordat het voor het eerst werd opgetekend.

## Tekst en dansje
Volksliedjes kennen, door hun mondelijke overlevering, vaak vele (regionale en/of tijdgebonden) varianten in zowel tekst als melodie. De huidige tekst van het liedje gaat gewoonlijk als volgt (zie varianten onder deze liedtekst).
Jan Huygen in de ton
Met een hoepeltje erom
Jan Huygen, Jan Huygen
En de ton die viel in de duigen.

### Toelichting
Duigen zijn de gebogen planken die samen een ton vormen.

### Tekstvarianten
Aan het liedje wordt soms wel toegevoegd:
In duigen, in duigen
En de ton die viel kapot.
In een andere variant worden tussen de derde en de laatste regel toegevoegd:
En de ton begon te buigen,
Te buigen
Waarbij tijdens de kringdans naar elkaar toe wordt gebogen.

### Dansje
Bij het lied hoort een dansje. De kinderen nemen elkaar bij de hand en vormen een kring. Deze kring draait rond tijdens het zingen. Wanneer "Jan Huygen, Jan Huygen" wordt gezongen komt de kring tot stilstand en laten de kinderen elkaar los. Bij de laatste regel, over de in elkaar vallende ton, laten de kinderen zich vallen op de grond.
Ook kunnen de kinderen met enige snelheid blijven doorlopen/huppelen in de kring. Pas op het laatste woord, 'duigen', laten zij elkaars handen los en laten zich, met enige vaart, achterover vallen.
Het liedje werd ook gebruikt als aftelversje, degene die aangetikt werd bij het woord 'duigen' viel af.

## Historische achtergrond

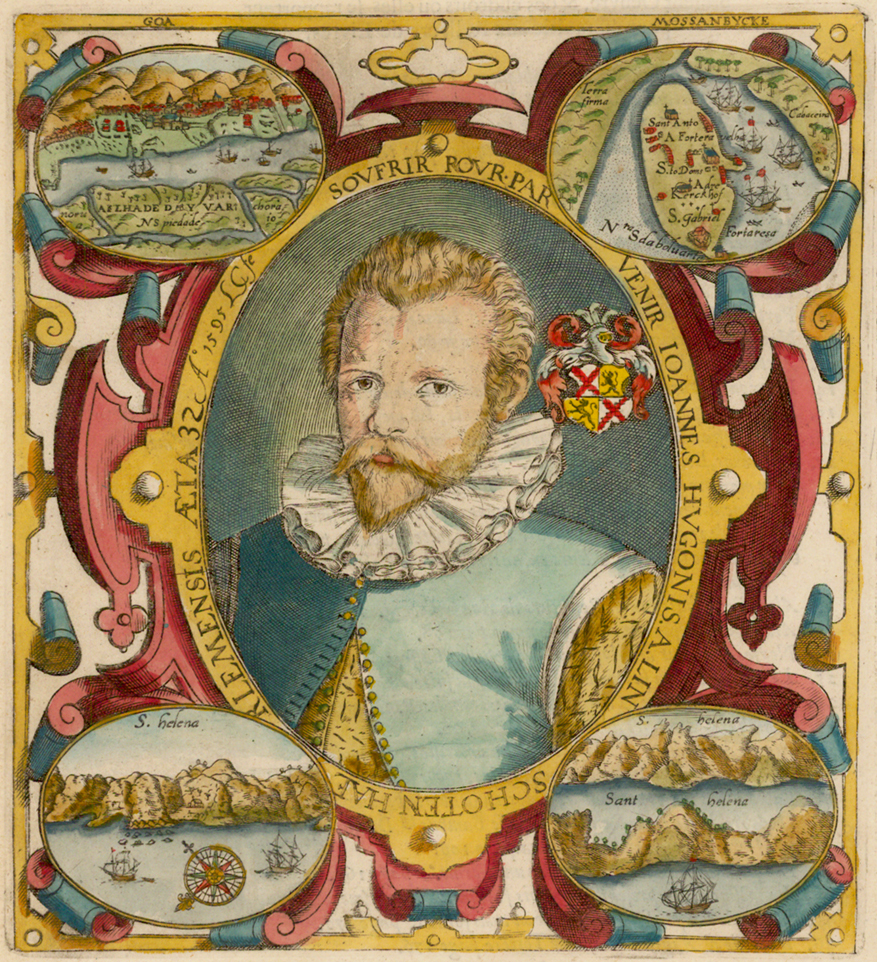
Jan Huygen van Linschoten

Het lied wordt in verband gebracht met een historische figuur: de Enkhuizer zeevaarder Jan Huygen van Linschoten (1563-1611). Hij maakte reizen naar Indië, Amerika en het noordpoolgebied. Ook schreef hij over de vaarroutes en de gebruiken van de volkeren die ze tegenkwamen. Zijn geschriften werden gebruikt door andere zeevaarders.
Hij voer tweemaal met Willem Barentsz (circa 1550-1597) mee naar het noorden, om de noordelijke doorvaart naar China te vinden. Op een van deze reizen, in 1594, liet hij op 'Maelsoneiland' een ton op een paal achter als baken. Barentsz ondernam nog een derde reis, waarbij hij strandde op Nova Zembla. Jan Huygen was daar niet meer bij.
De ton in het liedje is wellicht het baken dat hij op 'Maelsoneiland', in de oostelijke uitgang van de straat van Nassau, in de Barentszee plaatste.